# Kölcsönös többségi kritérium
A kölcsönös többségi kritérium (vagy kölcsönös abszolút többségi kritérium) egy szavazási rendszerek összehasonlítására alkalmas matematikai kritériuma. A szilárd koalíciók többségi kritériumaként és az általánosított abszolút többségi kritériumként is ismert.
A kritérium kimondja, hogy ha a jelöltek között van egy S részhalmaz, úgy, hogy a szavazók több mint fele szigorúan előnyben részesíti az S minden tagját az S-en kívüli jelöltekkel szemben, ez a többség őszintén szavazva, a győztesnek S halmazból kell kikerülnie. Ez a kritérium szigorúbb, mint az (abszolút) többségi kritérium, amely esetre a követelmény átfogalmazható úgy, hogy S egyetlen jelöltet tartalmaz. A kölcsönös többségi kritérium szigorúbb a többségi vesztes kritériumnál is, ahol a követelmény csak arra az esetre vonatkozik, ha S egy jelölt kivételével mindenkit tartalmaz. A kölcsönös többségi kritérium többgyőzteses megfelelője a Droop arányossági kritérium.
A Schulze-módszer, a rangsorolt párok módszere, az azonnali többfordulós szavazás, a Nanson-módszer és a Bucklin-szavazás teljesítik ezt a kritériumot. Minden Smith-hatékony Condorcet módszer megfelelnek a kölcsönös többségi kritériumnak.
A relatív többségi szavazás, a kétfordulós rendszer, a feltételes szavazás (contigent vote), a Black-módszer és a minimax megfelelnek a többségi kritériumnak, de nem teljesítik a kölcsönös többségi kritériumot.
Az anti-relatív többségi szavazás, jóváhagyás szavazás, tartományi szavazás (range/score voting), és a Borda-számlálás nem felelnek meg a többség kritériumnak, és így a kölcsönös többségi kritériumnak se.
Azok a módszerek, amelyek teljesítik a kölcsönös többségi kritériumot, de nem teljesítik a Condorcet-kritériumot, érvényteleníthetik a kölcsönös többségen kívüli szavazók szavazati jogát.[forrás?] Az azonnali többfordulós szavazás alatt például ezzel a kombinációval a választók legfeljebb felének nem érvényesül a szavazata az egyetlen nyertes kiválasztásánál. Azonban olyan rendszerek alatt, amik a kölcsönös többségi kritériumnak sem felelnek meg, mint a relatív többségi szavazás, még több szavazat veszhet el.
Azok a módszerek, amelyek megfelelnek a többségi kritériumnak, de nem teljesítik a kölcsönös többségi kritériumot, spoiler hatást fejthetnek ki, mivel ha egy a kölcsönösen többség által nem preferált jelölt nyer a kölcsönös többség (egy abszolút többséget élvező fiktív koalíció) által preferált jelölt helyett, akkor ha a kölcsönös többség jobban járna, ha az általuk preferált jelöltek közül egy kivételével mindegyik kiesne, ami (definíció szerint) előrelépés lenne az kölcsönös többségben lévő választó szempontjából. A relatív többségi szavazás például a spoiler hatástól szenvedő rendszerek közé tartozik, ennek akkor van jelentősége, ha a győztes jelöltet nem támogatja a szavazók legalább fele.

## Fordítás
Ez a szócikk részben vagy egészben  a   Mutual majority criterion című angol Wikipédia-szócikk fordításán alapul.  Az eredeti cikk szerkesztőit annak laptörténete sorolja fel. Ez a jelzés csupán a megfogalmazás eredetét és a szerzői jogokat jelzi, nem szolgál a cikkben szereplő információk forrásmegjelöléseként.